# Греція на літніх Олімпійських іграх 1972
Греція на літніх Олімпійських іграх 1972 була представлена 60 спортсменами у 9 видах спорту. Вперше національну збірну Греції представляли 2 жінки.

## Медалісти
Срібло
| Срібло |                     |                         |
| №      | Спортсмени          | Вид спорту (дисципліна) |
| 1      | Іліас Хатзіпавліс   | Вітрильний спорт        |
| 2      | Петрос Галактопулос | Греко-римська боротьба  |